# Arthrosaura kockii
Arthrosaura kockii — вид ящірок родини гімнофтальмових (Gymnophthalmidae). Мешкає в Південній Америці.

## Поширення і екологія
Arthrosaura kockii мешкають на сході Бразильської Амазонії, в штатах Амапа і Пара, а також в Суринамі і Французькій Гвіані. Вони живуть у вологих рівнинних тропічних лісах, на сухих, сонячних галявинах, серед опалого листя. Зустрічаються на висоті до 500 м над рівнем моря.